# Kamilo Gata
Kamilo Gata (* 12. Dezember 1949 auf Futuna im französischen Übersee-Territorium Wallis und Futuna; † 16. November 2004 in der Grafschaft Crows Nest, Australien) war ein französischer Politiker. Von 1989 bis 1997 war er Abgeordneter der Nationalversammlung.
Gata, studierte in Lyon Rechtswissenschaft. Ab 1978 leitete er die Verwaltung des pazifischen Überseegebiets Wallis und Futuna. Diese Funktion hatte er bis 1989 inne, als er in die französische Nationalversammlung gewählt wurde, wo er Wallis und Futuna fortan repräsentierte. Dort schloss er sich der Fraktion der Parti socialiste an und wurde 1993 wiedergewählt. 1997 wurde er von Victor Brial beerbt. Bei den Präsidentschaftswahlen 2002 leitete er den Wahlkampf von Lionel Jospin in Wallis und Futuna. 2004 starb er nach langer Krankheit in Australien.